# برنامج مارس

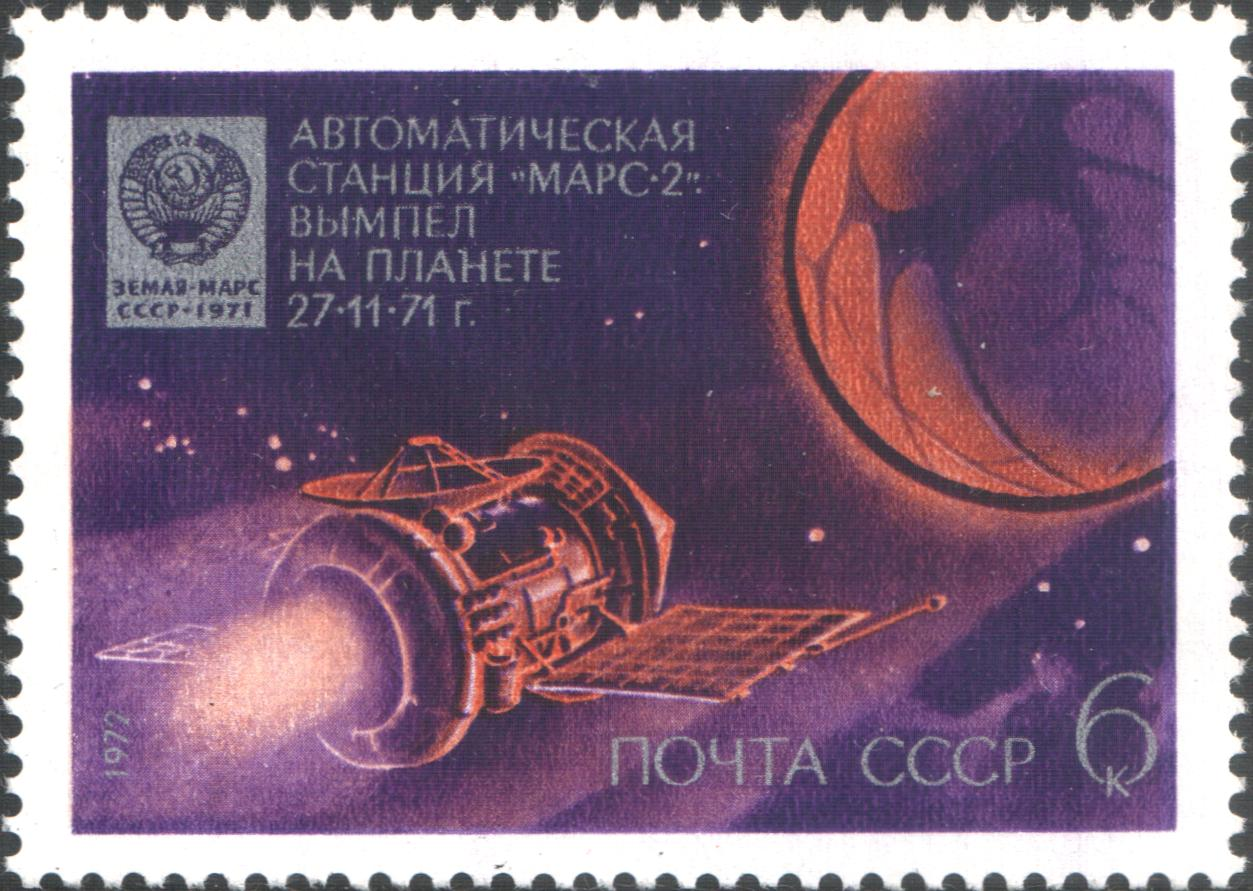
1972 CPA 4113

برنامج مارس (بالروسية: Марс) سلسلة من رحلات الفضاء غير المأهولة، أطلقها الإتحاد السوفيتي بين عامي 1960 و 1973. وكان هدف البرنامج استكشاف كوكب المريخ. وتضمن البرنامج مسابير فضائية تحلق حول المريخ ومركبات مدارية ومركبات مصممة للهبوط على سطح المريخ.

## البعثات

### مارس 1 إم
المحاولات السوفيتية الأولى لإرسال مسبار إلى المريخ كانت من خلال مركبتي مارس 1 إم وكانت كتلة كل واحدة منهما حوالي 650 كيلوغرام. أطلق الاثنان في عام 1960 ولكنهما فشلا في تحقيق هدفهما.